# Пондор
Пондор (словен. Pondor) — поселення в общині Табор, Савинський регіон, Словенія. 
Висота над рівнем моря: 311 м.